# FC 08 Homburg
Fußball-Club 08 Homburg-Saar je německý fotbalový klub z Homburgu v Sársku. V sezóně 1985/86 vyhrál 2. ligu, což mu zajistilo postup do 1. ligy. Od sezóny 2018/19 hraje Regionalligu Südwest. Mezi nejznámější hráče hráče klubu patří mistři světa Werner Kohlmeyer (MS 1954) a Miroslav Klose (MS 2014) a Christian Streich, později trenér Freiburgu.
Byl založen v roce 1908 a domácí zápasy hraje na Waldstadion Homburg.